# Državna cesta D510
D510 je državna cesta u Hrvatskoj. Ukupna duljina iznosi 3,0 km.